# Bunaeopsis rendalli
Bunaeopsis rendalli är en fjärilsart som beskrevs av Rothschild 1897. Bunaeopsis rendalli ingår i släktet Bunaeopsis och familjen påfågelsspinnare. Inga underarter finns listade i Catalogue of Life.